# Marek Bychawski
Marek Adam Bychawski (ur. 1 stycznia 1954 w Warszawie, zm. 9 lutego 2010 tamże) – polski kompozytor, trębacz jazzowy.
Karierę trębacza jazzowego rozpoczął w połowie lat 70. XX wieku, grał wówczas w zespole stworzonym wspólnie z Piotrem Rodowiczem, obaj później często grali jako duet. Równolegle współpracował z Teatrem Adekwatnym, gdzie stworzył muzykę do przedstawienia Bhagawad-Gita, ponadto udzielał się w Jazz Klubie Riviera Remont. Po 1980 brał udział w nagraniach wielu zespołów, w niektórych grał gościnnie, z kilkoma współpracował na stałe m.in. Daab. Od 1985 stworzył z Waldemarem Zajączkowskim zespół EzzThetics, który towarzyszył wielu polskim wokalistom. Ponadto występował na festiwalach piosenki w Opolu, Sopocie, Zamościu, Witebsku, Çeşme w Turcji, Sea Jazz w Helsinkach. Był twórcą muzyki do spektakli telewizyjnych, duża część jego twórczości zajmowały kompozycje dla dzieci. Ponadto jego muzykę można było usłyszeć jako podkład do reklam telewizyjnych. Nieobce było mu komponowanie muzyki filmowej, w 1984 za ścieżkę dźwiękową do filmu Bluszcz otrzymał nagrodę na koszalińskim Przeglądzie Filmów Fabularnych.
Jego żoną była Beata Molak-Bychawska. Pochowany na cmentarzu Bródzieńskim w Warszawie (kwatera 24A-2-2).

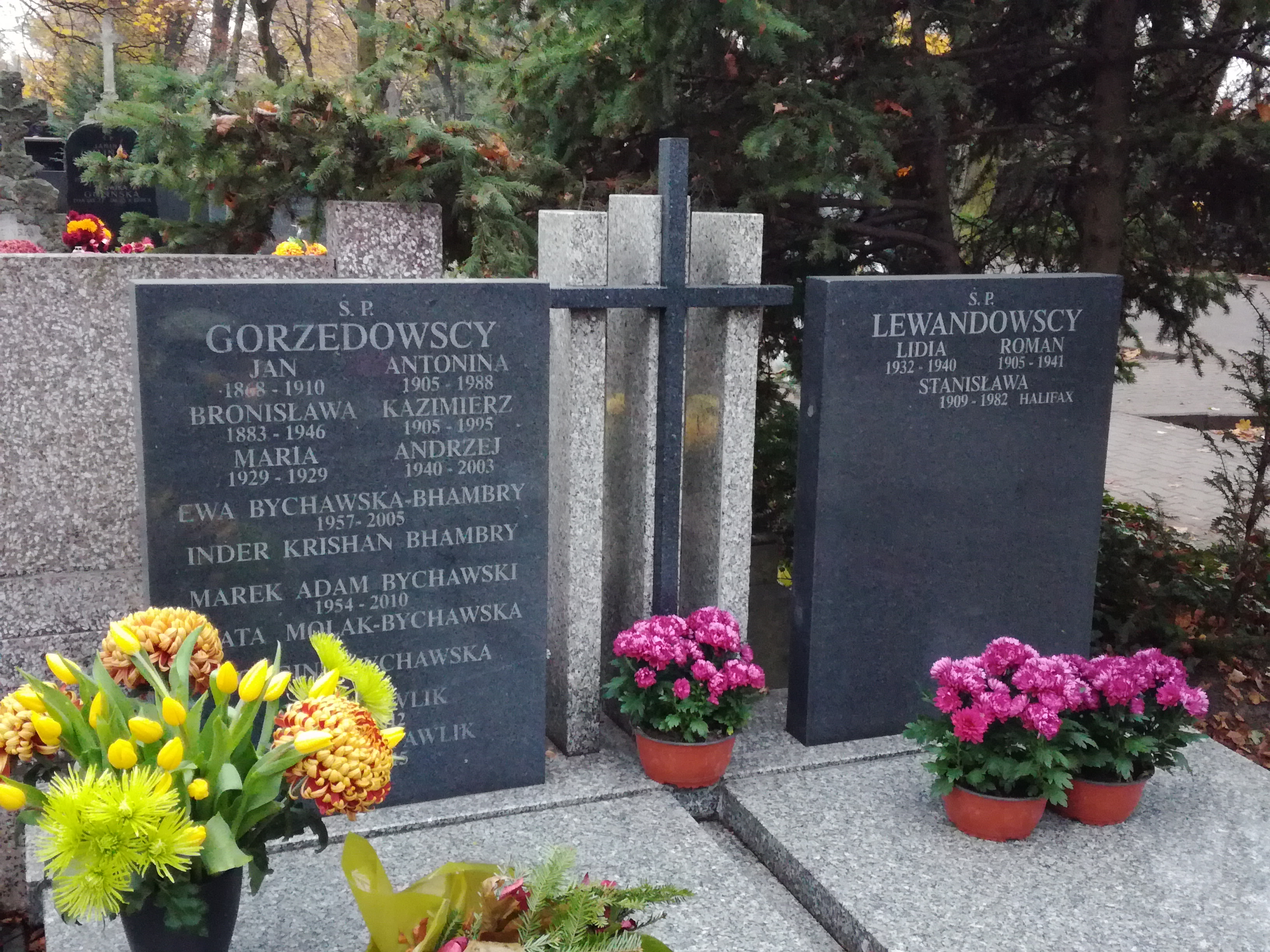
Grób Marka Bychawskiego na cmentarzu Bródnowskim